# Álbuns de BTS
Esta é a discografia de BTS, boy group sul-coreano formado pela Big Hit Entertainment em 2013. BTS iniciou sua carreira em 13 de Junho de 2013 com o single-álbum 2 Cool 4 Skool. Em 11 de Setembro de 2013 eles lançaram seu primeiro mini-álbum de estúdio, O!RUL8,2?. BTS lançou seu segundo mini álbum, Skool Luv Affair, em 12 de fevereiro de 2014, chegando a primeira posição no Gaon Album Chart. Esta também foi a primeira vez do grupo a alcançar número um em um chart internacional, ficando em 3º lugar nos charts da Billboard. Fizeram uma versão repackaged deste álbum, lançando duas novas músicas em 14 de Maio do mesmo ano, chegando novamente ao número um nos charts. Para encerrar o ano, BTS lançou seu primeiro álbum, Dark & Wild, em 19 de agosto de 2014. Embora tenham alcançado o número 194838, este foi o primeiro álbum deles a entrar no US
O grupo fez seu debut japonês em 24 de dezembro de 2014 com seu primeiro álbum japonês Wake Up. O primeiro single, uma versão em japonês da canção "No More Dream", foi lançado em 4 de junho de 2014. Todos os três singles chegaram ao Top 10 na Oricon e também na Japan Hot 100. The Most Beautiful Moment in Life, PT. 1 foi lançando em 29 de abril de 2015, chegando a ficar em sexto no Top Heatseekers e em nono no Japão. O single "I Need U", conseguiu alcançar o top 5 no Gaon e em 4º no World Digital songs da Billboard.
BTS lançou seu primeiro single japonês desde "Wake Up", em Junho de 2015. Com "For You", o single se tornou o primeiro hit número um do grupo no Japão, chegando ao topo em ambos Gaon e Japan Hot 100. O grupo atingiu novas alturas com o lançamento de The Most Beautiful Moment In Life PT.2, que estreou na posição de número 171 na Billboard 200. O álbum ficou em primeiro no Heatseekers e World Albums charts. Em 21 de novembro de 2015 lançaram a versão japonesa "I Need U" ficando em primeiro na Oricon.
Em 7 de Setembro de 2016, lançou seu segundo álbum de estúdio japonês, intitulado Youth, vendendo 44.547 copias no primeiro dia de seu lançamento, e ficou em 1º lugar na Oricon Daily Album Chart.

## Álbuns

### Álbuns de estúdio
| Dark & Wild                                                                        | - Lançamento: 19 de Agosto de 2014 - Gravadora: Big Hit Entertainment - Formatos: CD, digital download                    | 2 | 78 | 27 | 3  | - Coréia do Sul: 257,373+ - Japão: 6,108+                                                  |
| Wings                                                                              | - Lançamento: 10 de Outubro de 2016 - Gravadora: Big Hit Entertainment - Formatos: CD, digital download                   | 1 | 7  | 1  | 26 | - Coréia do Sul: 946,088+ - Japão: 72,512+                                                 |
| Love Yourself: Tear                                                                | - Lançamento: 18 de Maio de 2018 - Gravadora: Big Hit Entertainment - Formatos: CD, digital download                      | 1 | 3  | 1  | 1  | - Coréia do Sul: 1,824,672+ - China: 264,658+ - Japão: 192,217+ - Estados Unidos: 132,000+ |
| Map of the Soul: Persona                                                           | - Lançamento: 12 de Abril de 2019 - Gravadora: Big Hit Entertainment - Formatos: CD, download digital, streaming          | 1 | 1  | 1  | 1  | - KOR: 4,332,207 - US: 574,000                                                             |
| Be                                                                                 | - Lançamento: 20 de novembro de 2020 - Gravadora: Big Hit Entertainment - Formatos: CD, download digital, streaming       | 1 | 1  | 1  | 1  | - KOR: 2,655,843 - US: 177,000                                                             |
| Em japonês                                                                         | |   |    |    |    |                                                                                            |
| Wake Up                                                                            | - Lançamento: 24 de Dezembro de 2014 - Gravadora: Pony Canyon - Formatos: CD, CD+DVD                                      | — | 3  | —  | —  | - JPN: 27,538+                                                                             |
| Youth                                                                              | - Lançamento: 7 de Setembro de 2016 - Gravadora: Pony Canyon - Formatos: CD, CD+DVD                                       | — | 1  | —  | —  | - JPN: 100,000+ ( ouro)                                                                    |
| Face Yourself                                                                      | - Lançamento: 4 de Abril de 2018 - Gravadora: Universal Music Japan - Formatos: CD, CD+DVD, CD+Blu-ray, Download digital  | — | —  | —  | —  | - JPN: 343,195 - US: 4,000                                                                 |
| Map of the Soul: 7 – The Journey                                                   | - Lançamento: 15 de julho de 2020 - Gravadora: Universal Music Japan - Formatos: CD, CD+DVD, CD+Blu-ray, Download digital | — | —  | —  | —  | - JPN: 653,910 - CHN: 91,345                                                               |
| "—" significa que não foi encontrado informações ou não foi lançado em tal região. | |   |    |    |    |                                                                                            |

### Extended plays (EPs)
| Título                                                                             | Informações do álbum | Melhores posições nos charts | Melhores posições nos charts | Melhores posições nos charts | Melhores posições nos charts | Melhores posições nos charts | Melhores posições nos charts | Vendas                                                         |
| Título                                                                             | Informações do álbum | KOR                          | JPN                          | US                           | US Heat                      | US Indie                     | US World                     | Vendas                                                         |
| ---------------------------------------------------------------------------------- | --- | ---------------------------- | ---------------------------- | ---------------------------- | ---------------------------- | ---------------------------- | ---------------------------- | -------------------------------------------------------------- |
| O!RUL8,2?                                                                          | - Lançamento: 11 de Setembro de 2013 - Gravadora: Big Hit Entertainment - Formatos: CD, Download digital                                           | 4                            | —                            | —                            | —                            | —                            | —                            | - KOR: 111,620+ - JPN: 1,148+                                  |
| Skool Luv Affair                                                                   | - Lançamento: 12 de Fevereiro de 2014 - Gravadora: Big Hit Entertainment - Formatos: CD, Download digital                                          | 1                            | 92                           | —                            | —                            | —                            | 3                            | - KOR: 183,525+ - JPN: 9,080+                                  |
| Skool Luv Affair                                                                   | Skool Luv Affair Special Addition (Repackage) - Lançamento: 14 de Maio de 2014 - Gravadora: Big Hit Entertainment - Formatos: CD, Download digital | 1                            | —                            | —                            | —                            | —                            | —                            | - KOR: 14,852+                                                 |
| The Most Beautiful Moment In Life, Part 1                                          | - Lançamento: 29 de Abril de 2015 - Gravadora: Big Hit Entertainment - Formatos: CD, Download digital                                              | 1                            | 9                            | —                            | 6                            | 20                           | 2                            | - KOR: 340,779+ - JPN: 12,061+ - US: 2,000+                    |
| The Most Beautiful Moment In Life, Part 2                                          | - Lançamento: 30 de Novembro de 2015 - Gravadora: Big Hit Entertainment - Formatos: CD, Download digital                                           | 1                            | 15                           | 171                          | 1                            | 9                            | 1                            | - KOR: 418,704+ - JPN: 16,358+ - US: 5,000+                    |
| Love Yourself: Her                                                                 | - Lançamento: 18 de Setembro de 2017 - Gravadora: Big Hit Entertainment - Formatos: CD, Download digital                                           | 1                            | 2                            | 7                            | —                            | 3                            | 1                            | - KOR: 1,376,915+ - CHN: 231,826+ - JPN: 72,261+ - US: 43,464+ |
| "—" significa que não foi encontrado informações ou não foi lançado em tal região. | |                              |                              |                              |                              |                              |                              |                                                                |

### Single álbuns
| Título                    | Informações do álbum                                                                                                | Melhores posições nos charts | Melhores posições nos charts | Vendas                                | Certificações      |
| Título                    | Informações do álbum                                                                                                | KOR                          | JPN                          | Vendas                                | Certificações      |
| Em coreano                | |                              |                              |                                       |                    |
| 2 Cool 4 Skool            | - Lançamento: 12 de Junho de 2013 - Gravadora: Big Hit Entertainment - Formatos: CD, digital download               | 5                            | _                            | - KOR: 10,035+                        |                    |
| Em japonês                | |                              |                              |                                       |                    |
| MIC Drop/DNA/Crystal Snow | - Lançamento: 6 de Dezembro de 2017 - Gravadora: Big Hit Entertainment - Formatos: CD/DVD/Blu-ray, digital download | _                            | 1                            | - JPN: 500.000+                       | - RIAJ: 2x Platina |
| Fake Love/Airplane Pt. 2  | - Lançamento: 7 de Novembro de 2018 - Gravadora: Big Hit Entertainment - Formatos: CD/DVD, digital download         | _                            | 1                            | JPN: 468,934 JPN (Billboard): 526,274 |                    |

## Repackage Albuns
| Título                            | Informações do álbum | Melhores posições nos charts | Melhores posições nos charts | Melhores posições nos charts | Melhores posições nos charts | Melhores posições nos charts | Melhores posições nos charts | Vendas                                                |
| Título                            | Informações do álbum | KOR                          | CAN                          | JPN                          | NZ Heat.                     | US                           | US World                     | Vendas                                                |
| --------------------------------- | --- | ---------------------------- | ---------------------------- | ---------------------------- | ---------------------------- | ---------------------------- | ---------------------------- | ----------------------------------------------------- |
| Skool Luv Affair Special Addition | - Lançamento: 14 de Maio de 2014 - Gravadora: Big Hit Entertainment - Formatos: CD, digital download                     | 1                            | —                            | —                            | —                            | —                            | —                            | - KOR: 14,852                                         |
| You Never Walk Alone              | - Lançamento: 13 de Fevereiro de 2017 - Gravadora: Big Hit Entertainment - Formatos: CD, digital download                | 1                            | 35                           | 7                            | 3                            | 61                           | 1                            | - KOR: 860,912 - CHN: 284,837                         |
| Love Yourself: Answer             | - Lançamento: 24 de Agosto de 2018 - Gravadora: Big Hit Entertainment - Formatos: CD, digital download,                  | 1                            | 1                            | 1                            | _                            | 1                            | 1                            | KOR: 2,259,747 CHN: 281,441 USA: 199,865 JPN: 236,375 |
| BTS, The Best                     | - Lançamento: 16 de junho de 2021 - Gravadora: Big Hit Entertainment - Formatos: 2 CDs, digital download                 | -                            | -                            | 1                            | -                            | 19                           | -                            | WW: 1,520,000 JPN: 1,024,030 KOR: 1,188               |
| Proof                             | - Lançamento: 10 de junho de 2022 - Gravadora: Big Hit Entertainment, Universal, Virgin - Formatos: CD, digital download | 1                            | 1                            | 1                            | 1                            | 1                            | 1                            | KOR: 3,387,483 JPN: 622,395 US: 422,000               |

## Singles
| Título                                                                             | Ano        | Melhores posições nos charts | Melhores posições nos charts | Melhores posições nos charts | Melhores posições nos charts | Melhores posições nos charts | Vendas                                           | Álbum                                            |
| Título                                                                             | Ano        | KOR Gaon                     | KOR Hot 100                  | JPN Oricon                   | JPN Hot 100                  | US World                     | Vendas                                           | Álbum                                            |
| Em coreano                                                                         | Em coreano | Em coreano                   | Em coreano                   | Em coreano                   | Em coreano                   | Em coreano                   | Em coreano                                       | Em coreano                                       |
| ---------------------------------------------------------------------------------- | ---------- | ---------------------------- | ---------------------------- | ---------------------------- | ---------------------------- | ---------------------------- | ------------------------------------------------ | ------------------------------------------------ |
| "No More Dream"                                                                    | 2013       | 124                          | —                            | —                            | —                            | 14                           | - KOR: 11,142                                    | 2 Cool 4 Skool                                   |
| "We Are Bulletproof Pt. 2"                                                         | 2013       | —                            | —                            | —                            | —                            | —                            |                                                  | 2 Cool 4 Skool                                   |
| "N.O"                                                                              | 2013       | 92                           | —                            | —                            | —                            | —                            | - KOR: 26,358                                    | O!RUL8,2?                                        |
| "진격의 방탄 (The Rise of Bangtan)"                                                | 2013       | —                            | —                            | —                            | —                            | —                            |                                                  | O!RUL8,2?                                        |
| "상남자 (Boy In Luv)"                                                              | 2014       | 45                           | 54                           | —                            | —                            | 5                            |                                                  | Skool Luv Affair                                 |
| "하루만 (Just One Day)"                                                            | 2014       | 149                          | —                            | —                            | —                            | 25                           |                                                  | Skool Luv Affair                                 |
| "Miss Right"                                                                       | 2014       | 43                           | 51                           | —                            | —                            | —                            |                                                  | Skool Luv Affair Special Addition                |
| "Danger"                                                                           | 2014       | 58                           | —                            | —                            | —                            | 7                            | - KOR: 61,980                                    | Dark & Wild                                      |
| "호르몬전쟁 (War of Hormone)"                                                      | 2014       | —                            | —                            | —                            | —                            | 11                           |                                                  | Dark & Wild                                      |
| "I Need U"                                                                         | 2015       | 5                            | —                            | —                            | —                            | 4                            | - KOR: 1,445                                     | The Most Beautiful Moment In Life, Part 1        |
| "쩔어 (Dope)"                                                                      | 2015       | 44                           | —                            | —                            | —                            | 3                            | - KOR: 205,259                                   | The Most Beautiful Moment In Life, Part 1        |
| "Run"                                                                              | 2015       | 8                            | —                            | —                            | —                            | 3                            | - KOR: 128,450                                   | The Most Beautiful Moment In Life, Part 2        |
| "Epilogue: Young Forever"                                                          | 2016       | 29                           | —                            | —                            | —                            | 3                            | - KOR: 106,514                                   | The Most Beautiful Moment In Life: Young Forever |
| "Fire"                                                                             | 2016       | 7                            | —                            | —                            | 30                           | 1                            | - KOR: 306,373                                   | The Most Beautiful Moment In Life: Young Forever |
| "Save Me"                                                                          | 2016       | 19                           | —                            | —                            | —                            | 2                            | - KOR: 607,863                                   | The Most Beautiful Moment In Life: Young Forever |
| "피 땀 눈물 (Blood Sweat & Tears)"                                                 | 2016       | 1                            | —                            | —                            | 18                           | 1                            | - KOR: 305,061                                   | Wings                                            |
| "Spring Day" (봄날)                                                                | 2017       | 1                            | 100                          | 6                            | 94                           | 60                           | - KOR: 1,015,148                                 | You Never Walk Alone                             |
| "Not Today"                                                                        | 2017       | 7                            | —                            | 100                          | —                            | 23                           | —                                                | You Never Walk Alone                             |
| "DNA"                                                                              | 2017       |                              |                              |                              |                              |                              |                                                  | Love Yourself: Her                               |
| Em inglês                                                                          |            |                              |                              |                              |                              |                              |                                                  |                                                  |
| "MIC Drop" (Steve Aoki Remix) (participação de Desiigner)                          | 2017       | 23                           | 63                           | —                            | —                            | 1                            | - KOR: 80,550 - EUA: 132,000                     | Love Yourself: Answer                            |
| "Dynamite"                                                                         | 2020       | 1                            | 1                            | —                            | 2                            | —                            | - JPN: 92,889(Dig.) - UK: 22,000 - US: 1,031,000 | ASA                                              |
| Em japonês                                                                         |            |                              |                              |                              |                              |                              |                                                  |                                                  |
| "No More Dream"                                                                    | 2014       | —                            | —                            | 8                            | 6                            | —                            | —                                                | Wake Up                                          |
| "Boy In Luv"                                                                       | 2014       | —                            | —                            | 4                            | 4                            | —                            | —                                                | Wake Up                                          |
| "Danger"                                                                           | 2014       | —                            | —                            | 5                            | —                            | —                            | —                                                | Wake Up                                          |
| "For You"                                                                          | 2015       | —                            | —                            | 1                            | 1                            | —                            | - JPN: 75,151 - RIAJ: Gold                       | Youth                                            |
| "I Need U"                                                                         | 2015       | —                            | —                            | 3                            | 4                            | —                            | - JPN: 105,235 - RIAJ: Gold                      | Youth                                            |
| "Run"                                                                              | 2016       | —                            | —                            | 2                            | 2                            | —                            | - JPN: 133,469 - RIAJ: Gold                      | Youth                                            |
| "—" significa que não foi encontrado informações ou não foi lançado em tal região. |            |                              |                              |                              |                              |                              |                                                  |                                                  |

### Outras músicas que entraram em charts
| " 어디에서 왔는지 (Where Did You Come From)"                                       | 2014 | 106 | —  | —              | Skool Luv Affair                                 |
| "Tomorrow"                                                                         | 2014 | 50  | 24 | —              | Skool Luv Affair                                 |
| "Jump"                                                                             | 2014 | 90  | —  | —              | Skool Luv Affair                                 |
| "좋아요 (Slow Jam Remix)" (I Like It)                                              | 2014 | 100 | —  | —              | Skool Luv Affair Special Addition                |
| "잡아줘 (Hold Me Tight)"                                                           | 2015 | 40  | 12 | - KOR: 45,721  | The Most Beautiful Moment In Life, Part 1        |
| "Converse High"                                                                    | 2015 | 90  | 15 | - KOR: 27,734  | The Most Beautiful Moment In Life, Part 1        |
| "흥탄소년단 (Boyz With Fun)"                                                       | 2015 | 80  | 13 | - KOR: 24,865  | The Most Beautiful Moment In Life, Part 1        |
| "Outro: Love Is Not Over"                                                          | 2015 | 98  | 25 | - KOR: 20,143  | The Most Beautiful Moment In Life, Part 1        |
| "이사 (Move)"                                                                      | 2015 | —   | —  | - KOR: 20,788  | The Most Beautiful Moment In Life, Part 1        |
| "Intro: The Most Beautiful Moment In Life"                                         | 2015 | —   | —  | - KOR: 18,177  | The Most Beautiful Moment In Life, Part 1        |
| "SKIT: Expectation!"                                                               | 2015 | —   | —  | - KOR: 15,095  | The Most Beautiful Moment In Life, Part 1        |
| "Butterfly"                                                                        | 2015 | 15  | 4  | - KOR: 115,630 | The Most Beautiful Moment In Life, Part 2        |
| "Whalien 52"                                                                       | 2015 | 31  | 14 | - KOR: 60,001  | The Most Beautiful Moment In Life, Part 2        |
| "고엽 (Dead Leaves)"                                                               | 2015 | 35  | 10 | - KOR: 57,135  | The Most Beautiful Moment In Life, Part 2        |
| "Ma City"                                                                          | 2015 | 36  | 9  | - KOR: 16,078  | The Most Beautiful Moment In Life, Part 2        |
| "뱁새 (Silver Spoon / Crow Tit)"                                                   | 2015 | 44  | 8  | - KOR: 40,309  | The Most Beautiful Moment In Life, Part 2        |
| "Outro: House of Cards"                                                            | 2015 | 47  | 11 | - KOR: 47,240  | The Most Beautiful Moment In Life, Part 2        |
| "Intro: Never Mind"                                                                | 2015 | 50  | 19 | - KOR: 44,443  | The Most Beautiful Moment In Life, Part 2        |
| "Skit: One night in a strange city"                                                | 2015 | 74  | —  | - KOR: 32,799  | The Most Beautiful Moment In Life, Part 2        |
| "Butterfly (Prologue Mix)"                                                         | 2016 | 57  | —  | - KOR: 40,604  | The Most Beautiful Moment In Life: Young Forever |
| "Love is Not Over"                                                                 | 2016 | 60  | 10 | - KOR: 40,666  | The Most Beautiful Moment In Life: Young Forever |
| "House of Cards"                                                                   | 2016 | 61  | 9  | - KOR: 40,749  | The Most Beautiful Moment In Life: Young Forever |
| "Run (Ballad mix)"                                                                 | 2016 | 68  | —  | - KOR: 36,124  | The Most Beautiful Moment In Life: Young Forever |
| "I Need U (Urban mix)"                                                             | 2016 | 97  | —  | - KOR: 30,063  | The Most Beautiful Moment In Life: Young Forever |
| "I NEED U (Remix)"                                                                 | 2016 | —   | —  | - KOR: 24,857  | The Most Beautiful Moment In Life: Young Forever |
| "Butterfly (Alternative Mix)"                                                      | 2016 | —   | —  | - KOR: 23,073  | The Most Beautiful Moment In Life: Young Forever |
| "RUN (Alternative Mix)"                                                            | 2016 | —   | —  | - KOR: 22,709  | The Most Beautiful Moment In Life: Young Forever |
| "—" significa que não foi encontrado informações ou não foi lançado em tal região. |      |     |    |                |                                                  |

### Colaborações que viraram singles
| Ano  | Título                         | Membros               | Outros artistas                          | Álbum                         |
| ---- | ------------------------------ | --------------------- | ---------------------------------------- | ----------------------------- |
| 2013 | "Perfect Christmas"            | Rap Monster, Jungkook | Jokwon, Lim Jeong Hee, Joo Hee of 8eight | Não houve lançamento em álbum |
| 2014 | "Danger (MO-BLUE-MIX)"         | Todos                 | Thanh Bui                                | Não houve lançamento em álbum |
| 2017 | "Mic Drop (Steven Aoki Remix)" | Todos                 | Steven Aoki, Desiigner                   | Não houve lançamento em álbum |